# Leptothorax foreli
Leptothorax foreli är en myrart som beskrevs av Santschi 1907. Leptothorax foreli ingår i släktet smalmyror, och familjen myror. Inga underarter finns listade i Catalogue of Life.